# Джулиана Багът
Джулиана Багът (на английски: Julianna Baggott) е американска поетеса и писателка, авторка на бестселъри в жанровете съвременен и исторически роман, любовен роман и фентъзи. Пише под псевдонимите Бриджит Ашър (на английски: Bridget Asher) и Н. Е. Боде (N. E. Bode).

## Биография и творчество
Джулиана Багът е родена на 30 септември 1969 г. в Уилмингтън, Делауеър, САЩ. Израства в близкия град Нюарк. Учи творческо писане в колежа „Лойола“ в Балтимор, Мериленд, и през 1991 г. получава бакалавърска степен, а през 1994 г. получава магистърска степен по творческо писане на Университета в Северна Каролина в Грийнсбъро. Едновременно следва в Сорбоната в Париж, откъдето получава сертификат за владеене на френски език през 1990 г.
След дипломирането си се омъжва за състудента си Дейвид Скот. Имат четири деца.
Започва да пише и публикува разкази докато учи в университета. Първият ѝ роман „Girl Talk“ е публикуван през 2001 г. Той става бестселър в САЩ и а прави известна. Същата година публикува и сборник с поезия.
В следващите години са издадени историческите ѝ романи „The Miss America Family“ и „The Madam“, които са базирани на живота на нейната баба. Романът ѝ „Which Brings Me to You“, в съавторство със Стив Алмънд, е определен като един от най-добрите за 2006 г.
Едновременно пише юношески фентъзи романи под псевдонима Н. Е. Боде.
През 2006 година със съпруга си създават неправителствената организация „Kids in Need – Books in Deed“, която се насочва към ограмотяване и осигуряването на безплатни книги на деца в неравностойно положение в щата Флорида.
През 2012 г. е публикуван първият ѝ роман „Чисти“ от едноименната поредица. Главната героиня, 16-годишната Преша, живее в постапокалиптичен изолиран свят, който иска да напусне. В своето бягство среща младия Патридж, с когото ще се опитат да променят статуквото. Той става международен бестселър.
Джулиана Багът има над 100 публикации в „Ню Йорк Таймс“, „Вашингтон Поуст“, „Бостън Глоуб“.
Писателката работи като доцент в програмата по творческо писане в щатския университет във Флорида.
Джулиана Багът живее със семейството си във Флорида.

## Произведения

### Като Джулиана Багът

#### Самостоятелни романи
- Girl Talk (2001)
- The Miss America Family (2002)
- The Madam (2003)
- Which Brings Me to You (2006) – със Стив Алмънд
- The Prince of Fenway Park (2009)
- The Ever Breath (2009)
- Harriet Wolf's Seventh Book of Wonders (2015)

#### Серия „Чисти“ (Pure Trilogy)
1. Pure (2012)
Чисти, изд.: Егмонт България, София (2012), прев. Анна Стоева
2. Fuse (2013)
Сраснати, изд.: Егмонт България, София (2013), прев. Анна Стоева
3. Burn (2014)
Изпепелени, изд.: Егмонт България, София (2014), прев. Ангел Ангелов

#### Поезия
- This Country of Mothers (2001)
- Lizzie Borden in Love: Poems in Women's Voices (2006)
- Compulsions of Silkworms and Bees (2007)

### Като Бриджит Ашър

#### Самостоятелни романи
- My Husband's Sweethearts (2008)
- The Pretend Wife (2009)
- The Provence Cure for the Brokenhearted (2011)
- All of Us and Everything (2015)

### Като Н. Е. Боде

#### Самостоятелни романи
- The Slippery Map (2007)

#### Серия „Някои“ (Anybodies)
1. The Anybodies (2004)
2. The Nobodies (2005)
3. The Somebodies (2006)

#### Документалистика
- Mr. Magorium's Wonder Emporium (2007)